# 2003–2004-es magyar női labdarúgó-bajnokság (másodosztály)
A magyar női labdarúgó-bajnokság másodosztályában 2003–2004-ben kilenc csapat küzdött a bajnoki címért. A bajnoki címet az Íris SC szerezte meg.

## Végeredmény
| #  | Csapat                | M  | GY | D | V  | G+ – G– | GK  | P  | Megjegyzések |
| -- | --------------------- | -- | -- | - | -- | ------- | --- | -- | ------------ |
| 1. | Íris SC               | 16 | 14 | 1 | 1  | 68–11   | +57 | 43 |              |
| 2. | Székesfehérvári Köfém | 16 | 10 | 2 | 4  | 48–18   | +30 | 32 |              |
| 3. | Algyői SK             | 16 | 9  | 3 | 4  | 49–23   | +26 | 30 |              |
| 4. | Bonyhád-Völgység      | 16 | 8  | 4 | 4  | 51–29   | +22 | 28 |              |
| 5. | Lágymányosi TC        | 16 | 9  | 1 | 6  | 37–29   | +8  | 28 |              |
| 6. | Pécsi MFC             | 16 | 6  | 2 | 8  | 38–45   | −7  | 20 |              |
| 7. | Sándorfalvai SK       | 16 | 4  | 0 | 12 | 20–59   | −39 | 12 |              |
| 8. | Pálhalmai SE          | 16 | 2  | 0 | 14 | 11–96   | −85 | 3  |              |
| 9. | Bp. MÁV Előre-Renova  | 16 | 4  | 1 | 11 | 26–38   | −12 | 0  | kizárva      |

Utolsó frissítés: 2004. június 30. 
Forrás: RSSSF - Hungary (Women) 2003/04 
A rangsorolás alapszabályai: 1. összpontszám, 2. győzelmek száma, 3. egymás elleni eredmények összpontszáma,  4. egymás elleni eredmények gólkülönbsége, 5. egymás elleni eredmények szerzett góljainak száma 6. gólkülönbség, 7. szerzett gólok száma.
(B): Bajnokcsapat, (K): Kieső csapat, (F): Feljutó csapat, (I): Kupainduló, (R): A rájátszás győztese, (KGY): Kupagyőztes

## A góllövőlista élmezőnye
| Gól                                                                                    | Név              | Csapat                |
| -------------------------------------------------------------------------------------- | ---------------- | --------------------- |
| 25                                                                                     | Dörömbözi Csilla | Székesfehérvári Köfém |
| Utolsó frissítés: 2004. június 30.                                                     |                  |                       |
| Forrás: Futballévkönyv 2004, Aréna 2000 Kiadó, Budapest, 2004, 146. o., ISSN 1585-2172 |                  |                       |